# Josefa Andrés Barea
Josefa Andrés Barea, née le 17 février 1958 à Burjassot, est une femme politique espagnole membre du Parti socialiste ouvrier espagnol (PSOE).

## Biographie
Membre du parti socialiste ouvrier espagnol, elle fait partie du groupe de l'alliance progressiste des socialistes et démocrates au Parlement européen. Elle est membre de la commission de la pêche.